# Йос Колейн
Йос Колейн — богослов, що спеціалізується на історії реформатської церкви та теології, а також на її поширенні у не-західному світі. Більше 10 років був академічним деканом у Євангельській реформатській семінарії України. Керівник міжнародної магістерської програми в Кампенському теологічному університеті (Нідерланди).

## Освіта
- 1983 — магістр німецької філології (Утрехтський університет, Нідерланди), закінчив з відзнакою (cum laude)
- 1992 — магістр богослов'я (Кампенський теологічний університет, Нідерланди)
- 2014 — докторант філософії (Кампенський теологічний університет). Дисертація: «Реформатська теологія у мультикультурному світі: засвоєння реформатськими християнами хрещення немовлят»

## Діяльність
В 1992—1996 роках Йос Колейн викладав у теологічних закладах Угорщини та Румунії. В 1997—2000 служив пастором у реформатській церкві Ейселмайдена (Нідерланди). В 2001—2013 працював академічним деканом у Євангельській реформатській семінарії України, а також викладав там курси з історії церкви та систематичного богослов'я. З 2013 працює керівником міжнародної магістерської програми в Кампенському теологічному університеті (Нідерланди).
В 2005 році заснував сайт «Реформатський погляд» (http://reformed.org.ua [Архівовано 24 березня 2022 у Wayback Machine.]).

## Матеріали

### Книги
1. Kicsoda ellenünk? Törésvonalok a második világháború utáni magyar református egyház- és teológiatörténetében 1945-1989. (Хто буде проти нас? Злами в історії угорської реформатської церкви та теології в 1945-1989 роках). Kiskunfélegyháza, 1997.
2. Egytemes Egyháztörténet. (Підручник з історії церкви для угорських теологічних закладів). Kiskunfélegyháza, 1998 (декілька видань).
3. Schets van de geschiedenis van de Hongaarse gereformeerde kerk (Нарис історії угорської реформатської церкви). Apeldoorn: Willem de Zwijgerstichting, 1998.

### Статті
Вибрані статті, доступні українською та російською мовами:
1. Реформатские взгляды на мультирелигиозный мир (опубліковано в журналі "Реформатский взгляд", №2:2 (2016), с.70-91)
2. Проповедуй Слово! Теологические и гомилетические аспекты подготовки к проповеди [Архівовано 24 червня 2017 у Wayback Machine.]
3. От маргинальности к основной тенденции и назад к маргинальности [Архівовано 16 червня 2017 у Wayback Machine.]
4. Сходження Ісуса в пекло: реформатський погляд [Архівовано 20 червня 2017 у Wayback Machine.]

### Аудіо
- Лекції з історії Реформації (рос.) [Архівовано 16 червня 2017 у Wayback Machine.]